# Klenotnice (antika)

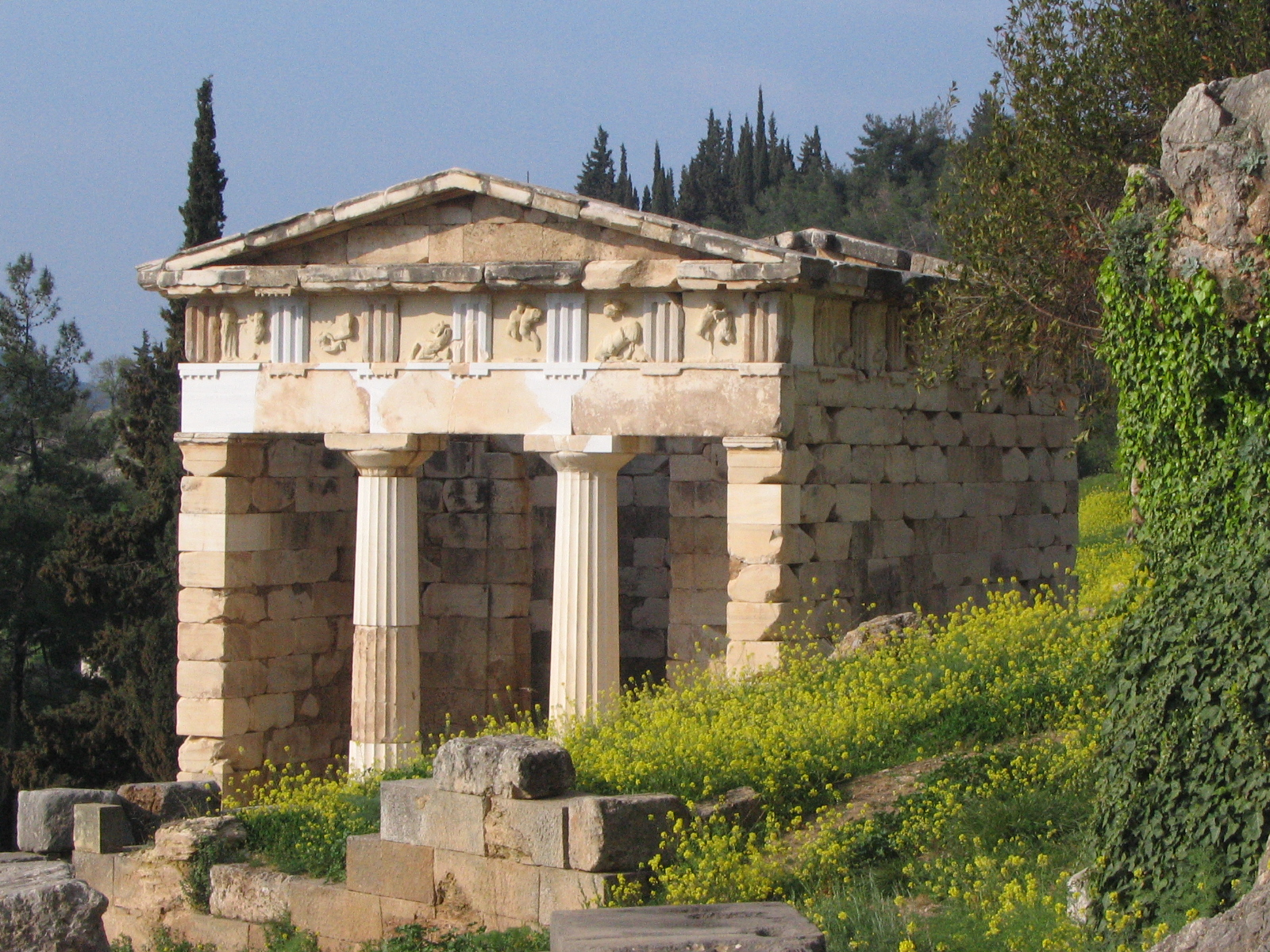
Klenotnice

Klenotnice (antika) byla ve starověkém Řecku budova, do které se ukládaly cennosti. Klenoty se uchovávaly v domech, tzv. thesaurech, (od starověkých Řeků θησαυρός = thesaurus, z kterého pochází i slovo trezor), v palácích nebo pevnostech. Termín se používá k označení malých náboženských budov v posvátném prostoru, kam byly dávány oběti pro božstvo. Tyto budovy měly tvar malého chrámu, obvykle to byl antentempel.

## Funkce

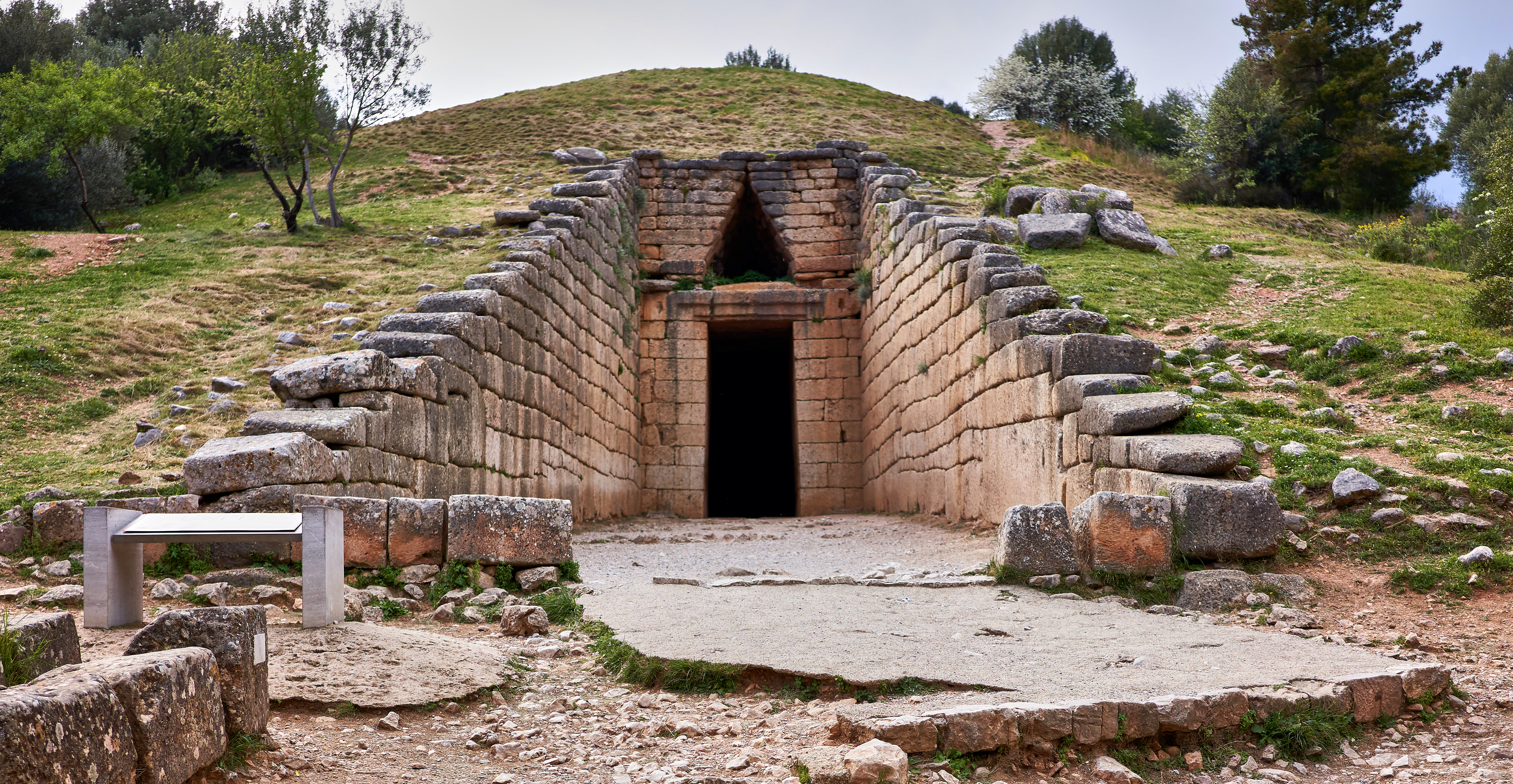
Vchod do Atreovy klenotnice v Mykénách

Klenotnice dříve sloužily k uchování pokladu krále nebo státu a dokonce i jako archiv jednoho nebo druhého. Podle tradice měly některé budovy v Řecku tuto funkci v hrdinském období.  Byly v nich uloženy cennosti, zbraně a další hodnotné předměty. Například klenotnice Atrea v Mykénách, která se zachovala v dobrém stavu. Zbytky klenotnic byly nalézány v různých částech Řecka a Itálie. V historických dobách býval veřejný poklad uložen v budově přilehlé k agóře nebo v opistodomu nějakého chrámu.

## Svatyně klenotnic
Klenotnice se stavěly ve velkých panhelénských svatyních, a uchovávaly se v nich sochy a votivvní dary. Mohly také být zasvěceny vládcům nebo městům, které do nich ukládaly své dary. Klenotnice, stejně jako chrámy, se stavěly v prostoru Božích svatyní (temmenos) a také vlastní budova klenotnice měla status oběti.

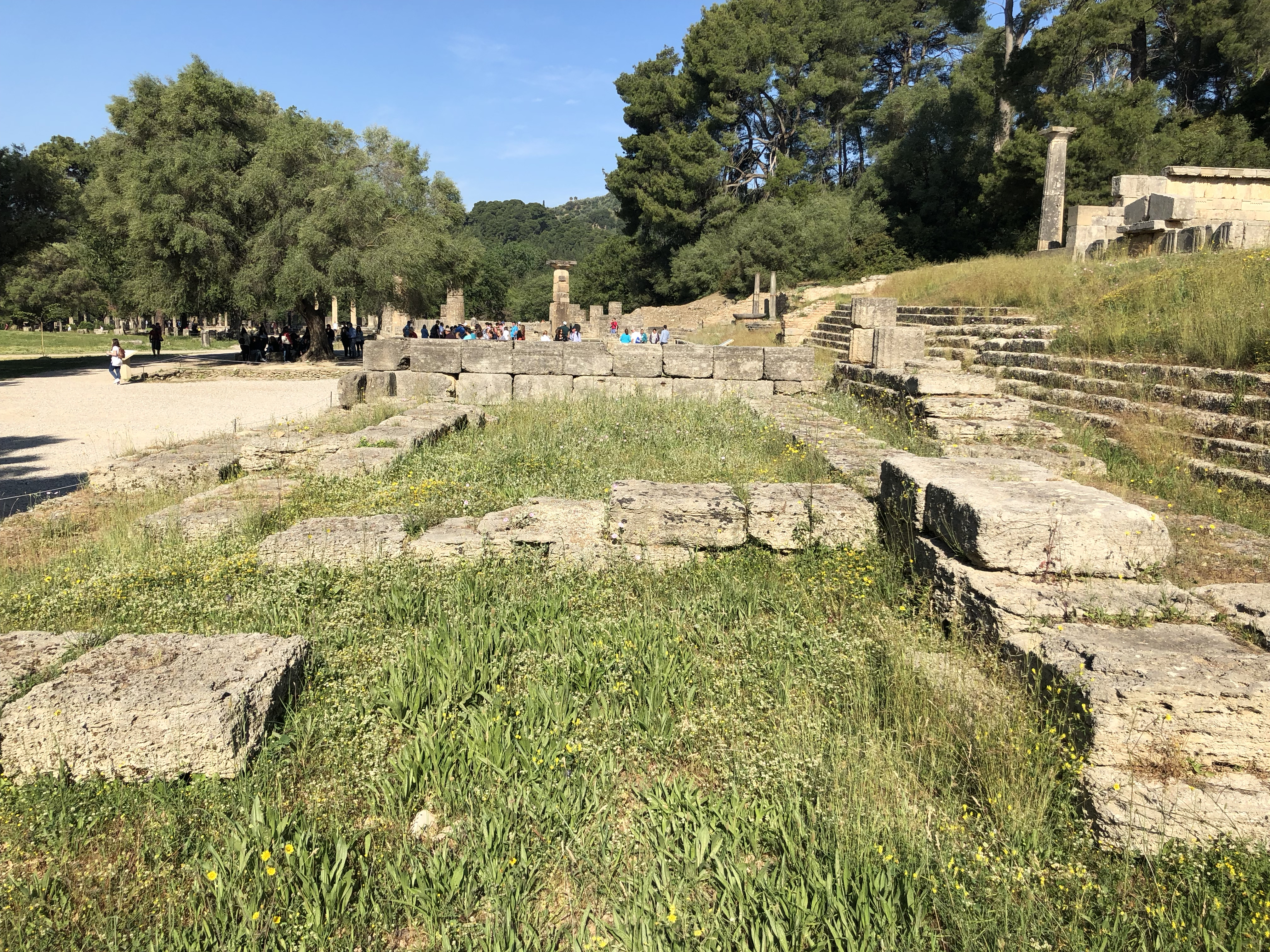
Ruiny chrámu Metroon v Olympii

Klenotnice ve svatyních Delfy a Olympie byly postaveny mezi 7. a 5. stoletím před Kristem. Svatyně Olympia měla třináct klenotnic, postavených v jedné linii na terase, severně od Metroonu (malý dórský chrám (10,62 m × 20,67 m zasvěcený matce bohů Rei, později nazývané Kybelé). Jedna z nich byla postavena tyranem Gelou a další stavěli obyvatelé Megary. Ve svatyni Delfy se nachází několik klenotnic: klenotnice Korinťanů, klenotnice Sifnu, Athénská klenotnice, klenotnice Théby, klenotnice Thesálie a klenotnice Kyrény. Klenotnice ve svatyni Delfy mají větší architektonickou rozmanitost než ve svatyni Olympie. Ve svatyni Délos byly také budovy s funkcí klenotnice, ale nazývaly se jednoduše Oikoi (domy).